# プーシチノ
座標: 北緯54度50分 東経37度37分 / 北緯54.833度 東経37.617度

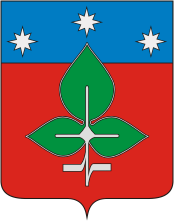
プーシチノの紋章

プーシチノ（ロシア語: Пу́щино, 英語: Pushchino）は、ロシアのモスクワ州にある都市。人口は1万9578人（2021年）。首都モスクワから南へ120km、オカ川の右岸に建ち対岸はプリオクスコ＝テラスニイ自然生態系保護区になっている。
週末にはオカ川へモスクワから休暇に訪れる人も多く、周囲には退職して年金生活を送る人々の家も点在する。空気も澄み治安も良いため、この地に家を建てる人も多い。

## 研究所
プーシチノは微生物学、分子生物学、生物物理学などの研究に特化した学術都市（科学都市、ナウコグラード、нау́когра́д, Naukograd）であり、以下のような研究所がある。
- RAS Institute of Protein Research（タンパク質研究所）
- Pushchino Radioastronomy Observatory（プーシチノ電波天文学観測所）
- Institute of Mathematical Problems of Biology（生物学数理問題研究所）
- Institute of Cell Biophysics（細胞生物物理学研究所）
- Institute of Biochemistry and Physiology of Microorganisms（微生物生化学生理学研究所）
- Institute of Theoretical and Experimental Biophysics（理論・実験生物物理学研究所）
- Institute of Basic Biological Problems（基礎生物学問題研究所）
- Pushchino State University and a branch of Moscow State University（プーシチノ国立大学、およびモスクワ大学支所）

## 歴史

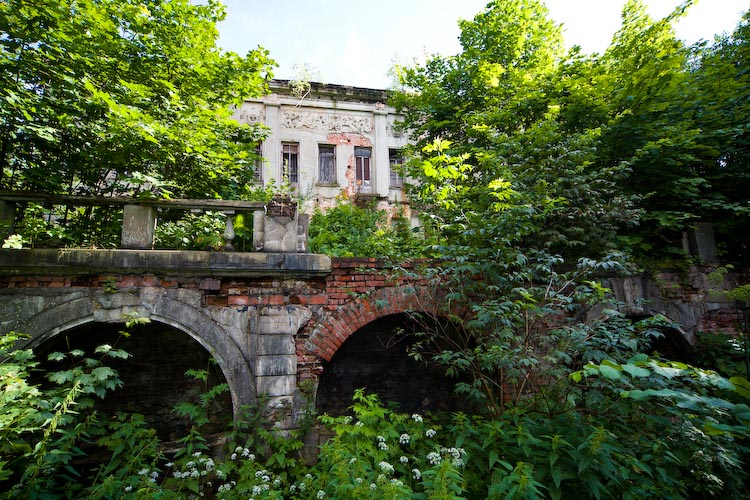
オカ川沿いにある邸宅の跡地

プーシチノは16世紀以来の歴史があり、1500年ごろにプーシチン家に褒章として所領が与えられて以来、プーシチン家の土地であった。
1956年、ソビエト科学アカデミーは科学研究都市の建設用地にプーシチノを選び、1964年には電波天文台が成立した。1966年に市となった。